# Хатами, Али
Али Хатами (перс. علی حاتمی‎; 19 августа 1944, Тегеран — 7 декабря 1996, там же) — иранский кинорежиссёр

, сценарист, художник-постановщик и художник по костюмам.
Он окончил Школу драматического искусства и начинал свою профессиональную карьеру как автор короткометражных телевизионных сценариев, а также как драматург.

## Биография
Окончив своё обучение на факультете драматического искусства Али Хатами дебютировал в кино в качестве режиссёра и сценариста картины «Плешивый Хасан», первого иранского музыкального фильма. С тех пор отличительными чертами его фильмов стали ритмичные диалоги и использование традиционных форм построения сюжета.
Хотя его работы не привлекли международное внимание, у иранских зрителей Хатами получил признание. Его фильмы базировались на исторических и фольклорных сюжетах. Кроме того, он, как правило, был и художником-постановщиком в своих картинах. Его последний фильм остался незавершённым из-за смерти режиссёра из-за рака, случившейся 7 декабря 1996 года в Тегеране.
Картины Али Хатами Хаджи Вашингтон (1982), Камаль оль-Мольк (1984) и Любовь пострадавшего(1992), основанные на исторических биографиях и сюжетах, стали классикой иранского кинематографа. Али Хатами также стал автором трёх знаковых иранских исторических телесериалов: История Руми  (1972), Soltan-e Sahebgharan  (1974) и Hezar Dastan  (1978—1987).
Али Хатами был женат на известной иранской актрисе Зари Хатами (Хошкам). Их дочь Лейла Хатами также стала известной актрисой в Иране.

## Фильмография
- Плешивый Хасан (1970)
- Вяхирь (Toghi) (1970)
- Баба Шамал (1971)
- Саттар-Хан (1972)
- Ghalandar (1972)
- Khastegar (1972)
- Sooteh-Делан (1978)

- Хаджи Вашингтон (1982)
- Камаль оль-Мольк (1984)

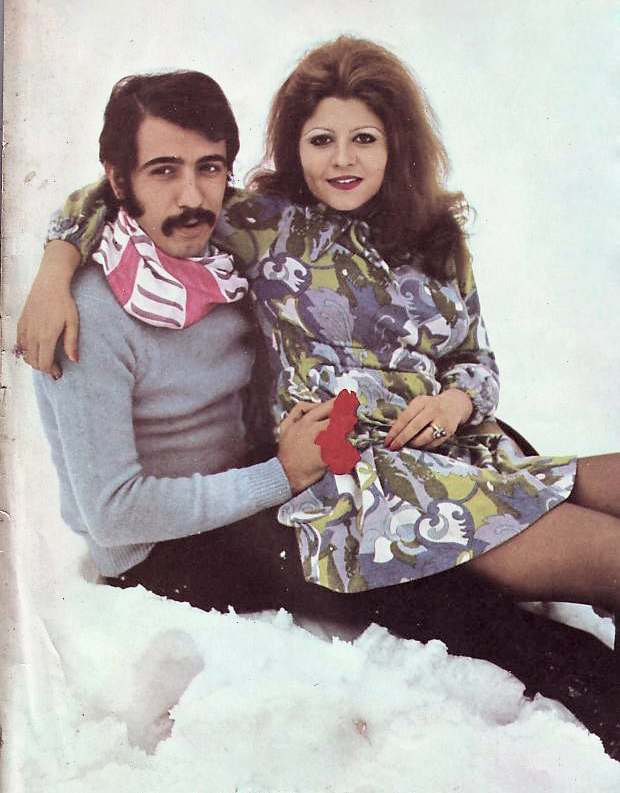
Али Хатами и его жена Зари в журнале Etelaate Haftegi.

- Jafar khan az farang Bargashteh (1984)
- Мать (1991)
- Любовь пострадавшего (1992)
- Komiteh Mojazat (1997)
- Тахти (1997)
- Tehran Roozegare No (2008)

## Телевизионные сериалы
- История Руми (1972)
- Soltan-e Sahebgharan (1974)
- Hezar Dastan (1978—1987)